# Benjamin Murmelstein
Benjamin Murmelstein (Leópolis, Galicia, Austria-Hungría, 9 de junio de 1905;  Roma,  27 de octubre de 1989) fue un rabino, erudito y funcionario austríaco de la Comunidad Judía de Viena (Israelitische Kultusgemeinde Wien, IKG) antes de su disolución por los nacionalsocialistas en marzo de 1938. Fue luego responsable del “departamento de emigración” de la institución que los nacionalsocialistas rebautizaron y controlaron por la fuerza como “Comunidad Judía de Viena”. Más tarde perteneció al Judenrat de Viena, que también fue creado por los nacionalsocialistas. Posteriormente, como deportado, fue el último Judenältester (judío anciano)  designado por los nacionalsocialistas en el gueto de Theresienstadt. Proporcionó importantes informes de testigos contemporáneos sobre los crímenes cometidos por los nacionalsocialistas contra los judíos. Fue el único "Judenältester" (anciano judío) que sobrevivió al Holocausto y se le atribuye haber salvado las vidas de miles de judíos ayudándolos a emigrar, si bien también se le acusa de haber sido un colaborador de los nazis.

## Biografía

### Origen, familia, estudios y rabinato
Murmelstein era hijo de Wolf Zeev Murmelstein (fallecido en 1934) y Debora Murmelstein, de soltera Geyer (1879-1941); tenía dos hermanos y dos hermanas. Proveniente de una familia ortodoxa, se graduó en el gymnasium en Leópolis, la capital de la Galicia austriaca. Después de aprobar su examen final de estudios, se mudó a Viena en 1923 y estudió filosofía y lenguas semíticas en la Universidad de Viena. Al mismo tiempo, completó su formación rabínica en la “Escuela Teológica Israelí” de Viena, que completó en 1927 con excelentes resultados. Ese mismo año se doctoró con una disertación sobre Adán. Un aporte a la doctrina del Mesías.
Desde 1931 Murmelstein trabajó como rabino de la comunidad judía de Viena en el templo de Brigittenau. También dio conferencias en la Escuela Teológica Israelita de 1931 a 1938 y enseñó religión en las escuelas secundarias de Viena. También realizó estudios judaicos y publicó en esta área.
Murmelstein estaba casado con Margit, de soltera Geyer (Budapest, 1 de marzo de 1904) desde 1933. El matrimonio tuvo un hijo llamado Wolf (* 1936). Murmelstein intentó sin éxito conseguir empleo en el extranjero de 1936 a 1941, mientras que la mayoría de los demás rabinos emigraron. Finalmente se quedó en Viena con su familia, donde luchó contra el creciente antisemitismo durante el período austrofascista.

### Funciones en la era nazi
Después de la anexión de Austria por parte de la Alemania nazi en marzo de 1938, Murmelstein fue miembro del equipo directivo de la Comunidad Judía de Viena, que en marzo de 1938 contaba con 537 empleados remunerados y 565 voluntarios. Poco tiempo después dirigió el “departamento de emigración” creado por el régimen nazi en la comunidad cultural de Viena, que pasó a llamarse “Comunidad Judía” en mayo de 1938 por instrucciones del régimen nazi. En este papel, Murmelstein tuvo que cooperar estrechamente con la “Oficina Central para la Emigración Judía en Viena ” creada en agosto de 1938 por Adolf Eichmann y Alois Brunner, que tenía como único objetivo fomentar la emigración de los judíos vieneses. En este papel, Murmelstein pudo salvar las vidas de muchos judíos vieneses. También sirvió como subdirector bien remunerado  de la comunidad judía en Viena bajo Josef Löwenherz  y pasó de ser un “hombre de Dios a administrador, burócrata y gerente en la miseria”. Como parte de estas actividades tuvo que viajar varias veces al extranjero, pero no permaneció allí sino que siempre regresó a Viena.
Los otros líderes de la comunidad judía sirvieron como rehenes cuando Murmelstein viajó a Londres en enero de 1939 para organizar el Kindertransport y fueron responsables de él con sus firmas. En el otoño de 1939, Murmelstein acompañó trenes de transporte con judíos vieneses a Nisko como funcionario judío durante la implementación del llamado Plan Nisko. En noviembre de 1941, alrededor de 128.000 judíos pudieron emigrar de Viena.
A partir de 1942, él y otros funcionarios judíos tuvieron que realizar, siguiendo instrucciones de las autoridades nazis, la subida a los vagones durante el procesamiento de los trenes de deportación desde Viena a los campos de exterminio del este, algo que no se pudo evitar. Murmelstein intentó eliminar a los ancianos y a los niños de las listas de deportación. A causa de los terribles acontecimientos, sufrió una crisis de fe y dejó de asistir a la sinagoga. Desde noviembre de 1942 formó parte del consejo asesor del Consejo de Ancianos Judíos de Viena bajo la dirección de Löwenherz.

## Judenältester en el gueto de Theresienstadt
El día 29. En enero de 1943, Murmelstein fue deportado a Theresienstadt. El prisionero de Theresienstadt, Hans Günther Adler, informó en 1955 que Murmelstein no tenía buena reputación en Viena. Desde el principio, Murmelstein actuó en Theresienstadt detrás de Jacob Edelstein como "segundo adjunto del anciano judío" Paul Eppstein. Poco después de su llegada a Theresienstadt, también fue responsable del departamento de salud y del departamento técnico como jefe de departamento. Desde abril de 1943 todavía estaba a cargo de registrar los libros hebreos confiscados para catalogarlos por parte de la Oficina Central de Seguridad del Reich (RSHA). En diciembre de 1943 asumió la “administración Interna”, que incluía el área de la atribución del espacio disponible. Además de los idiomas polaco y alemán, Murmelstein también adquirió conocimientos del idioma checo en Theresienstadt para comprender el idioma del campo. Vivía en una habitación del gueto con su esposa y su hijo. En Theresienstadt tenía comoamante a la actriz Vlasta Schönová.
Del 27 de septiembre de 1944 al 5 de mayo de 1945, Murmelstein fue el último anciano judío  en el gueto de Theresienstadt y reemplazó al asesinado Eppstein en este papel. Murmelstein ocupó inicialmente este cargo de facto y oficialmente a partir de diciembre de 1944.
Poco después de su nombramiento como anciano judío, los transportes de otoño con prisioneros sanos partieron de Theresienstadt, cuyo destino era el campo de exterminio de Auschwitz-Birkenau. Murmelstein no pudo influir en las deportaciones de Theresienstadt. Trató de salvar a la mayor cantidad posible de judíos internados mediante la cooperación con los nacionalsocialistas, lo que logró en varios cientos de casos. Se trataba principalmente de médicos, personal de enfermería y otros expertos que eran esenciales para la existencia del campo, ya que, por lo demás, Murmelstein se negaba a elaborar listas de deportación. Tampoco permitió quejas sobre los transportes para garantizar la igualdad de trato de todos los presos. Redujo los beneficios para los prisioneros destacados, como las asignaciones especiales de raciones de alimentos.Murmelstein se enteró del alcance del exterminio de judíos por parte de los nacionalsocialistas en Theresienstadt en diciembre de 1944, posiblemente a través de judíos eslovacos recién llegados, pero tal vez sólo en abril de 1945 a través de supervivientes de las marchas de la muerte de los prisioneros de los campos de concentración que habían llegado a Theresienstadt. Rechazó categóricamente la resistencia armada, la fuga o el suicidio. Debido a que vio el peligro de que el campo fuera liquidado, confió en una organización efectiva de la vida cotidiana del mismo para salvar a los judíos. Al hacerlo, quería convencer a los líderes de las SS de que el efecto propagandístico externo del gueto, del que él era muy consciente, estaba funcionando: entre otras cosas aumentado la jornada laboral en Theresienstadt a 70 horas, limpiando el gueto y haciendo que las mujeres trabajaran duro, logrando así mejorar la infraestructura y el suministro para los reclusos del gueto.
Murmelstein apareció en la película de propaganda Theresienstadt y se puede verlo junto con los líderes de las SS durante una presentación ante una delegación de la Cruz Roja el 16 de abril de 1945 en Theresienstadt.
El 5 de mayo de 1945, el Comité Internacional de la Cruz Roja asumió la dirección del gueto de Theresienstadt a través de Paul Dunant. A principios de mayo de 1945, Leo Baeck agradeció por escrito a Murmelstein su trabajo como anciano judío en las circunstancias más difíciles. Luego, algunos supervivientes lo acusaron de acciones de engrandecimiento personal y de aceptar favores sexuales. Su “carácter Falstaff ”  también fue resentido durante la época de hambre, por lo que su reemplazo fue en parte celebrado.

### Periodo de posguerra
Después del final de la guerra, Murmelstein permaneció en Theresienstadt y participó en la liquidación del gueto. Murmelstein escribió allí sus informes de testigos contemporáneos Panorama histórico y Mi despliegue en Theresienstadt en mayo/junio de 1945.  Fue arrestado e internado en junio de 1945 por presunta colaboración, pero el 3 de diciembre de 1946 fue absuelto del cargo de colaboración por un tribunal popular checo en Litoměřice. En el juicio celebrado entre enero y abril de 1947 en Litoměřice contra Karl Rahm, ex comandante del campo del gueto de Theresienstadt, Murmelstein declaró como testigo.
Luego se mudó a Roma con su familia para trabajar en un seminario rabínico, pero esto no sucedió. En agosto de 1948 tuvo que justificar sus acciones como anciano judío en Theresienstadt ante un tribunal de honor de los desplazados judíos organizado en Italia y también pudo refutar las acusaciones formuladas allí contra él. Trabajó brevemente como rabino en Trieste. Luego, Murmelstein regresó a Roma con su familia, donde, sin embargo, no buscó contacto con la vida de la comunidad judía. En Roma comerciaba con bombillas y acabó triunfando como vendedor de muebles asalariado. Hasta 1989, Murmelstein también trabajó académicamente en el Pontifico Instituto Bíblico del Vaticano.   Murmelstein siguió siendo ciudadano austriaco y recibió un derecho de residencia permanente en Italia.
Aunque se había ofrecido como testigo voluntario para el juicio a Eichmann en 1961, su oferta de testificar no fue aceptada, lo que lo decepcionó enormemente. En este contexto tuvo el libro Terezin, publicado en italiano en 1961. El modelo de gueto de Eichmann escribió y más tarde también el artículo El fin de Theresienstadt. Declaración de uno de los implicados, publicada en el Neue Zürcher Zeitung del 14 de diciembre de 1963. Murmelstein, quien como funcionario judío se reunió varias veces con el líder de las SS Adolf Eichmann, es objeto de especial atención en su publicación Terezin. El modelo de gueto de Eichmann se centra centralmente en la persona de Eichmann. En estos escritos, Murmelstein explica y justifica su papel como anciano judío en Theresienstadt.
No viajó a Israel porque fue atacado como colaboracionista. El historiador religioso de Jerusalén Gershom Scholem, que más tarde se convirtió en director de la Academia de Ciencias de Israel, pidió la pena de muerte para él en una carta publicada posteriormente a la filósofa Hannah Arendt 
El 27 de octubre de 1989 Murmelstein murió en Roma. Después de su muerte, el Gran Rabino de Roma Elio Toaff se negó a dar Kadish al difunto y le asignó una tumba en el borde del cementerio. El hijo de Murmelstein se quejó de esta decisión ante el Consejo Rabínico Italiano y obtuvo un informe sobre su padre, que daba una evaluación positiva de su historial como anciano judío. Todavía en 2002, Wolf Murmelstein demandó a Toaff por difamación, pero el proceso no concluyó.

## Evaluación de la personalidad

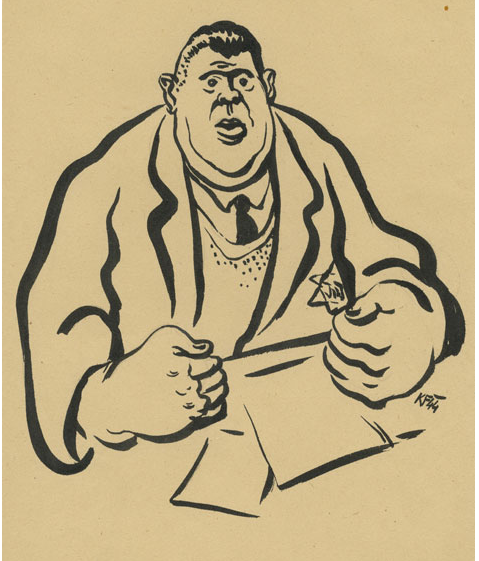
Karel Fleischmann como Benjamin Murmelstein (1944)

Murmelstein ha sido comparado con Flavio Josefo, un historiador judío romano clásico ampliamente considerado como un traidor judío cuyo trabajo el propio Murmelstein antologizó en 1938, el mismo año en que comenzó a trabajar con el IKG. En su antología del escritor clásico, Murmelstein escribió que "la naturaleza dividida y ambigua [de Flavio] lo convirtió en un símbolo de la tragedia judía". Según el politólogo Anton Pelinka, el propio Murmelstein se identificaba con Flavio. Calificó su propio comportamiento durante la guerra y en Theresienstadt como el de hacer lo mejor que podía en una mala situación.
El historiador israelí-austriaco Doron Rabinovici defendió el resultado del comportamiento de Murmelstein. Si bien no habló de sus motivaciones ni respaldó su presunta personalidad autoritaria, señaló que los líderes judíos austríacos como Murmelstein podrían haber elegido huir de Viena antes de 1941 y así evitar verse atrapados en los campos de concentración nazis, pero en cambio Murmelstein permaneció y salvó innumerables vidas. Hasta el día de hoy, Murmelstein se considera una personalidad ambivalente. Según Rabinovici, hace tiempo que está claro que Murmelstein no era un colaboracionista, sino que, debido a sus convicciones, se vio obligado a cooperar con los nacionalsocialistas para salvar a tantos judíos como fuera posible.
Frente a los 19.000 supervivientes del gueto de Theresienstadt, Murmelstein comentó una vez: “Salvé Theresienstadt. Quizás esto sea megalomanía.”  Sin embargo, destacó su limitado alcance como anciano judío en Theresienstadt. Según sus propias declaraciones, Murmelstein era un luchador solitario. Como anciano judío, actuó de manera autoritaria. Anna Hájková no lo describe como una persona "humana", sino más bien como una persona fría y a veces colérica, pero también como una persona trabajadora, inteligente y que conoce bien a las personas.
Según declaraciones de algunos contemporáneos, Murmelstein también llamó la atención por su "comportamiento dominante", que lo desprestigió tras la anexión de Austria, durante su trabajo oficial en Viena. Su entonces colega Willy Stern informó más tarde a Doron Rabinovici sobre Murmelstein: “Gritaba, era grosero, echaba a la gente, era desagradable.” 
Hay una historia de Theresienstadt que deja claro por qué muchos supervivientes del Holocausto despreciaban e incluso odiaban a Benjamin Murmelstein, y por qué es admirado por quienes le preguntan décadas después sobre la motivación de sus acciones. Tiene lugar en 1942. El tifus había estallado en el gueto. Una catástrofe, también desde la perspectiva del organizador del Holocausto, Adolf Eichmann. No porque la enfermedad pudiera matar a los prisioneros judíos, eso le vendría bien al ardiente antisemita, sino porque también podría extenderse a los no judíos. "Si no controla la epidemia", se dice que le dijo Eichmann a Murmelstein, "quemaré todo Theresienstadt". Murmelstein había intentado hacer vacunar a los reclusos, pero había resistencia: los prisioneros creían que los estaban envenenando. Por eso Murmelstein tomó una medida drástica: sólo los que habían sido vacunados recibírían comida. La epidemia de tifus terminó. Eichmann permitió que Theresienstadt sobreviviera por el momento, pero a partir de allí corrió el rumor de que Murmelstein quería matar de hambre a sus propios hermanos judíos.

## “El último de los injustos”
Murmelstein fue entrevistado varias veces por investigadores. Una entrevista con Murmelstein filmada en 1975 para el documental Shoah del director Claude Lanzmann inicialmente no se incluyó en la película de Lanzmann. Murmelstein se describió a sí mismo como “el último de los injustos”  en esa conversación de casi once horas con Lanzmann, en la que su papel ambivalente como funcionario judío de alto rango  se convirtió en el centro de atención.  El nombre propio se basa en el título de la novela El último de los justos de André Schwarz-Bart (1959); cf. la leyenda judía de los 36 justos.Si bien muchos críticos elogiaron la película por su exploración de las complejidades morales, otros la criticaron por retratar a Murmelstein de una manera positiva y por inexactitudes fácticas.
Este metraje sirvió de base para el documental franco-austriaco de 218 minutos El último de los injustos (título original Le Dernier des Injustes) de Claude Lanzmann (producción: Dor-Film, Viena) que se proyectó fuera de competición en el Festival Internacional de Cine de Cannes de 2013.
Murmelstein se refirió en la entrevista con Lanzmann al papel que había cumplido: "Sabe, por cierto, he estado pensando. Hace poco me leyó El Águila y Falstaff. Me compararía con otro personaje de la literatura clásica. Ni con Orlando Furioso, ni con el Cid. ¿Sabe quien? Con Sancho Panza. El realista que calcula mientras los demás imitan a Don Quijote con los grandes planes. El realista calculador que siempre se basa en los hechos".
En la obra de Robert Schindel Dunkelstein: una farsa de la vida real (Dunkelstein: eine Realfarce), publicada en 2010, el personaje ficticio Saul Dunkelstein, basado en Murmelstein, está en primer plano. Este drama se estrenó en 2016 en el Teatro Hamakom de Viena.